# Eric Marks

a Compétitions nationales et continentales officielles uniquement.

b Matchs officiels uniquement.
Dernière mise à jour le 04/08/2021.
Eric Marks, né le 9 décembre 1996 à Heide (Allemagne),  est un joueur international allemand de rugby à XV. Il évolue principalement au poste de deuxième ligne au RC Vannes en Top 14.

## Biographie
Natif d'Aix-la-Chapelle, Eric Marx commence la pratique du rugby à XV à 11 ans au sein du Rugby Club Aachen. Il est repéré par le Stade rochelais lors d'un match amical avec l'équipe d'Allemagne. Robert Mohr, ancien international allemand et joueur de La Rochelle, lui propose un essai au sein du club. À la suite de cela il est conservé et intègre le centre de formation de l'équipe en 2016. Finaliste du championnat de France espoirs de rugby à XV, il ne passe pas professionnel à La Rochelle. Il signe un contrat de deux ans en tant qu'espoir en faveur du RC Vannes, où il retrouve notamment son compatriote Christopher Hilsenbeck. Après une première saison réussie, il signe finalement un contrat professionnel à Vannes. Il s'installe alors comme un titulaire en deuxième ligne, disputant plus d'une quarantaine de rencontres en deux ans.

## Statistiques

### En club
| 2019-2020 | RC Vannes | 20  | 0  |
| 2020-2021 | RC Vannes | 22  | 5  |
| 2021-2022 | RC Vannes | 10  | 0  |
| 2022-2023 | RC Vannes | 23  | 20 |
| 2023-2024 | RC Vannes | 23  | 0  |
| 2024-2025 | RC Vannes | 02  | 0  |
| 2019-2025 | Total     | 100 | 25 |

### En sélection
| Année | Compétition                            | Matchs | Points | Essais | Transf. | Drops | Pénal. |
| ----- | -------------------------------------- | ------ | ------ | ------ | ------- | ----- | ------ |
| 2016  | ENC 1A 2014-2016                       | 3      | -      | -      | -       | -     | -      |
| 2016  | Test                                   | 3      | -      | -      | -       | -     | -      |
| 2017  | REC 2017                               | 5      | 5      | 1      | -       | -     | -      |
| 2017  | Test                                   | 3      | -      | -      | -       | -     | -      |
| 2018  | REC 2018                               | 5      | -      | -      | -       | -     | -      |
| 2018  | REC 2018 (barrage Championship/Trophy) | 1      | -      | -      | -       | -     | -      |
| 2018  | Test                                   | 2      | -      | -      | -       | -     | -      |
| 2018  | Barrage Coupe du monde 2019            | 3      | -      | -      | -       | -     | -      |
| 2019  | REC 2019                               | 5      | -      | -      | -       | -     | -      |
| 2019  | REC 2019 (barrage Championship/Trophy) | 1      | -      | -      | -       | -     | -      |
| Total | Total                                  | 31     | 5      | 1      | -       | -     | -      |

| Essai | Adversaire | Lieu                         | Compétition | Date         | Résultat | Score |
| ----- | ---------- | ---------------------------- | ----------- | ------------ | -------- | ----- |
| 1     | Espagne    | Sportpark Höhenberg, Cologne | REC 2017    | 11 mars 2017 | Défaite  | 15-32 |

## Palmarès
- Vainqueur du Championnat de France de 2e division en 2024 avec le RC Vannes.